# 廉希賢
廉希贤（1247年—1275年），字达甫，一名中都海牙，元朝畏兀儿人。布鲁海牙的侄子，廉希憲的从弟。
二十余岁时，与廉希宪同侍忽必烈，小心慎密。至元初年，北部王拘杀忽必烈派去的使者，他去宣传忽必烈的旨意，辞旨条畅，使北部王悔改。因功升为中议大夫、兵部尚书。1275年，又升为礼部尚书，与工部侍郎严忠范、秘书丞柴紫芝等持国书出使南宋，宋朝广德军独松关守关的张濡不知他是使者，将他袭杀。